# إمش على الجانب الجامح (أغنية لو ريد)
إمش على الجانب الجامح (بالإنجليزية: Walk on the Wild Side)‏ هي أغنية للمغني والملحن والشاعر الأمريكي «لو ريد» من ألبومه المنفرد الثاني «محول Transformer» عام 1972، من إنتاج ديفيد بوي وميك رونسون. تلقت الأغنية تغطية إذاعية واسعة وأصبحت الأكثر شهرة من أغاني لو ريد، على الرغم من ملامستها لمواضيع محظورة مثل الأشخاص المتحولين جنسياً والمخدرات ودعارة الذكور والجنس الفموي. أصدرت الأغنية شركة «ار سي أيه RCA» في الولايات المتحدة باستخدام نسخة معدلة من الأغنية دون الإشارة إلى الجنس الفموي. في عام 2010، صنفتها مجلة «رولينج ستون» في المرتبة 223 في قائمتها لأعظم 500 أغنية على الإطلاق.

## خلفية الأغنية
آندي وارهول فنان أمريكي (1928-1987) من أشهر فناني الولايات المتحدة للنصف الثاني من القرن 20. كان رساماً وصانع أفلام مرتبطاً بحركة فن البوب في الولايات المتحدة وهو مالك لإستوديو يسمى «المصنع The Factory» لعرض أعماله وتصوير بعض الأفلام ومكان للقاء الموسيقيين مثل بوب ديلن ولو ريد، وغيرهم من الشخصيات الفنية. شكلت هذه الشخصيات إلى جانب العديد من الشخصيات الأخرى مجموعة فريدة من الثقافات الفرعية السريعة، المتمنيون، والمتحولون جنسياً المعروفين بأسم «سوبر ستارز» التابعين لآندي وارهول. لقد ساهموا بمواهبهم المختلفة في العديد من المشاريع المتعلقة بـ وارهول خلال أواخر الستينيات حتى أوائل السبعينيات من فن البوب وسينما تحت الأرض.
يقول لو ريد أنه تأثر بعنوان قصة للكاتب نيلسون ألجرين «تمشية على الجانب الجامح» عام 1956، وكتب أغنيته عن شخصيات يعرفها من إستوديو المصنع. قال ريد: «إعتقدت دائمًا أنه سيكون من الممتع نوعًا ما تعريف الأشخاص بشخصيات ربما لم يقابلوها من قبل، أو لم يرغبوا في مقابلتها».

## كلمات الأغنية
تصف كلمات الأغنية بعض أفراد من «النجوم» المنتظمين في إستوديو «آندي وارهول» المسمى «المصنع»  في نيويورك ورحلاتهم من مدنهم إلى مدينة نيويورك، وهم:
هولي وودلون: ممثلة من بورتوريكو متحولة جنسياً
كاندي دارلينج Candy Darling: ممثلة أمريكية، إشتهرت بأسم وارهول سوبرستار وأيقونة المتحولين جنسيا
جو داليساندرو: ممثل أمريكي فاز بوسام الفنون والآداب الفرنسي ويعتبر أشهر رمز جنسي للذكور في الأفلام الأمريكية المسماة أفلام تحت الأرض وهي الأفلام خارج التيار السائد سواء من حيث الأسلوب أو النوع أو التمويل، فضلاً عن كونه رمزًا جنسيًا لثقافة المثليين) كان نجم العديد من الأفلام في إستوديو «المصنع» المملوك للفنان آندي وارهول.
جو كامبل Joe Campbell: ممثل أمريكي ظهر في فيلم «محتالي My Hustler» كان يطلق عليه في الفيلم «جنية البرقوق المسكر».
جاكي كيرتس Jackie Curtis: أسمه عند المولد «جون» تحول جنسيا إلى ممثلة وكاتبة ومغنية أمريكية ونجم من نجوم أستوديو «ووارهول» المسمى «المصنع».
جاءت هولي من ميامي   Holly came from Miami F.L.A
مشيت طريقها عبر الولايات المتحدة Hitch-hiked her way across the U.S.A
نتفت حواجبها على الطريق Plucked her eyebrows on the way
حلقت ساقيها وبعد ذلك أصبحت «هي» Shaved her legs and then he was a she
قالت، مرحباً حبيبتي، إمشِ على الجانب الجامح She said, hey babe, take a walk on the wild side
قالت، مرحبا عزيزتي، إمشِ على الجانب الجامح Said, hey honey, take a walk on the wild side
جاءت كاندي من الجزيرة Candy came from out on the island
في الغرفة الخلفية كانت حبيبة الجميع In the backroom she was everybody's darling
لكنها لم تفقد عقلها But she never lost her head
حتى عندما كانت تعطي رأسها Even when she was giving head
تقول، مرحباً عزيزتي، إمشِ على الجانب الجامح She says, hey baby, take a walk on the wild side
قال، مرحبا حبيبتي، إمشِ على الجانب الجامح Said, hey babe, take a walk on the wild side
وتنطلق الفتيات الملونات And the colored girls go
دو دو دو دو دو دو دو دو دو دو Doo doo doo doo doo doo doo doo doo
لم ييأس جو الصغير لمرة واحدة Little Joe never once gave it away
كان على الجميع الدفع والدفع Everybody had to pay and pay
صخب هنا وصخب هناك A hustle here and a hustle there
مدينة نيويورك هي المكان الذي قالوا فيه New York City is the place where they said
يا حبيبتي، إمشِ على الجانب الجامح Hey babe, take a walk on the wild side
قلت مرحبًا جو، أمشِ على الجانب الجامح I said hey Joe, take a walk on the wild side
جنية البرقوق الحلو ظهرت في الشوارع Sugar Plum Fairy came and hit the streets
للبحث عن غذاء الروح ومكان لتناول الطعام Lookin' for soul food and a place to eat
ذهبت إلى مسرح أبولو Went to the Apollo
كان يجب أن تراها تذهب، تذهب، تذهب You should have seen him go, go, go
قالوا، يا سكر، إمشِ على الجانب الجامح They said, hey Sugar, take a walk on the wild side
قلت، مرحبًا حبيبي، إمشِ على الجانب الجامح، حسنًا، هاه I said, hey babe, take a walk on the wild side, alright, huh
جاكي تسرع لبعيد Jackie is just speeding away
إعتقدت أنها كانت جيمس دين ليوم واحد Thought she was James Dean for a day
ثم إعتقدت أنها إضطرت إلى الإنهيار Then I guess she had to crash
كان يمكن أن يساعد الفاليوم تلك الصدمة Valium would have helped that bash
قالت، مرحباً حبيبتي، إمشِ على الجانب الجامح She said, hey babe, take a walk on the wild side
قلت، مرحباً عزيزي، إمش على الجانب الجامح I said, hey honey, take a walk on the wild side
وتقول الفتيات الملونات And the colored girls say
دو دو دو دو دو دو دو دو دو دو Doo doo doo doo doo doo doo doo doo

## إستقبال الأغنية
لم يتم حظر الأغنية من قبل هيئة الإذاعة البريطانية (بي بي سي) المحافظة أو العديد من محطات الإذاعة الأمريكية لأن الرقباء لم يفهموا عبارات مثل «إعطاء الرأس». إعتمادًا على السوق الأمريكية الإقليمية، تم تعديل الأغنية لما نسميه الآن التصويب السياسي، كما في قول لو ريد «وتقول الفتيات الملونات»، تم إستبدالها بالجملة: «وتقول كل الفتيات».

## وصلات خارجية
https://www.songfacts.com/facts/lou-reed/walk-on-the-wild-side إمش على الجانب الجامح (أغنية لو ريد)
https://www.youtube.com/watch?v=oG6fayQBm9w إمش على الجانب الجامح (أغنية لو ريد) 
https://www.youtube.com/watch?v=7Dbx5JCqVxg إمش على الجانب الجامح (أغنية لو ريد) 
https://www.youtube.com/watch?v=Rfx9Nb1GLYk إمش على الجانب الجامح (أغنية لو ريد) 
https://www.youtube.com/watch?v=6Nl8dlaP5bo إمش على الجانب الجامح (أغنية لو ريد) 